# Joseph Hansen
Joseph Hansen (Aberdeen, 19 luglio 1923 – Laguna Beach, 24 novembre 2004) è stato uno scrittore statunitense.

## Biografia
Nato a Aberdeen, in Dakota del Sud, nel 1923 si trasferì presto a Minneapolis, Minnesota, e successivamente in California.
Esordì nel 1952 con una poesia pubblicata sulla rivista The New Yorker.  Pubblicò poesie su altre riviste e svolse vari lavoretti, prima di diventare uno scrittore affermato.
Nel 1965 fondò il pioneristico giornale Tangents, rivolto ad un pubblico omosessuale. Scrisse anche novelle a tematica gay sotto gli pseudonimi di James Colton e James Coulton. Tra queste le più note furono quelle intitolate Strange Marriage e Known Homosexual. 
Usò anche lo pseudonimo femminile Rose Brock.
Autore di più di quaranta libri di generi diversi, Hansen è conosciuto soprattutto per la serie di romanzi che hanno come protagonista Dave Brandstetter, uno dei primi investigatori dichiaratamente gay della letteratura hard-boiled. Il primo volume della serie fu Scomparso (edito nel 1970 ma scritto nel 1967), a cui ne seguirono altri undici nel giro di ventun anni. Il personaggio di Brandstetter, investigatore per una compagnia di assicurazioni, si distingue dai protagonisti classici del genere per la sensibilità e per l'introspezione psicologica.
Altro personaggio seriale creato da Hansen è Hack Bohannon, ex vice-sceriffo che ha lasciato il servizio sdegnato dall'insabbiamento di un'indagine e si è ritirato a vivere in campagna. La serie di Bohannon è composta da dieci romanzi.
Nel 1974 fu insignito del premio National Endowments for the Arts.
Attivamente impegnato nella lotta contro la discriminazione dell'omosessualità e rivendicazione dei diritti civili, negli anni '60 condusse il programma radiofonico Homosexuality Today e nel 1970 fu tra i sostenitori del primo Gay Pride a Hollywood (28 giugno 1970).
Nonostante abbia sempre dichiarato la propria omosessualità, Hansen fu sposato a una donna, l'artista lesbica Jane Bancroft (1917-1994), dal 1943 al 1994. 
Hansen morì di un attacco di cuore nel 2004, nella sua casa di Laguna Beach in California.TV

## La serie di Dave Brandstetter
- Fadeout (1970) - (Scomparso, Elliot Edizioni, 2012)
- Death Claims (1973) - (Atto di morte, Elliot Edizioni, 2012)
- Troublemaker (1975)
- The Man Everybody Was Afraid Of (1978)
- Skinflick (1979) - (La ragazza del Sunset Strip, - Giallo Mondadori 1704, 1981 - Elliot Edizioni, 2012)
- Gravedigger (1982)
- Nightwork (1984) - ( "Violenza nella notte - Giallo Mondadori 1935, 1986 - "Paura nella notte", Elliot Edizioni, 2013)
- The Little Dog Laughed (1986) - ("Silenzio di piombo" - Giallo Mondadori 2088, 1989 - "La vendetta degli innocenti", Elliot Edizioni, 2013)
- Early Graves (1987)
- Obedience (1988) - ("Testimone nell'ombra" - Giallo Mondadori 2177, 1989)
- The Boy Who Was Buried This Morning (1990) - ("Partita con la morte" - Giallo Mondadori 2251, 1992)
- A Country of Old Men (1991) - ("Omicidio a tempo di rock" - Giallo Mondadori 2336, 1993)